# 다롄만

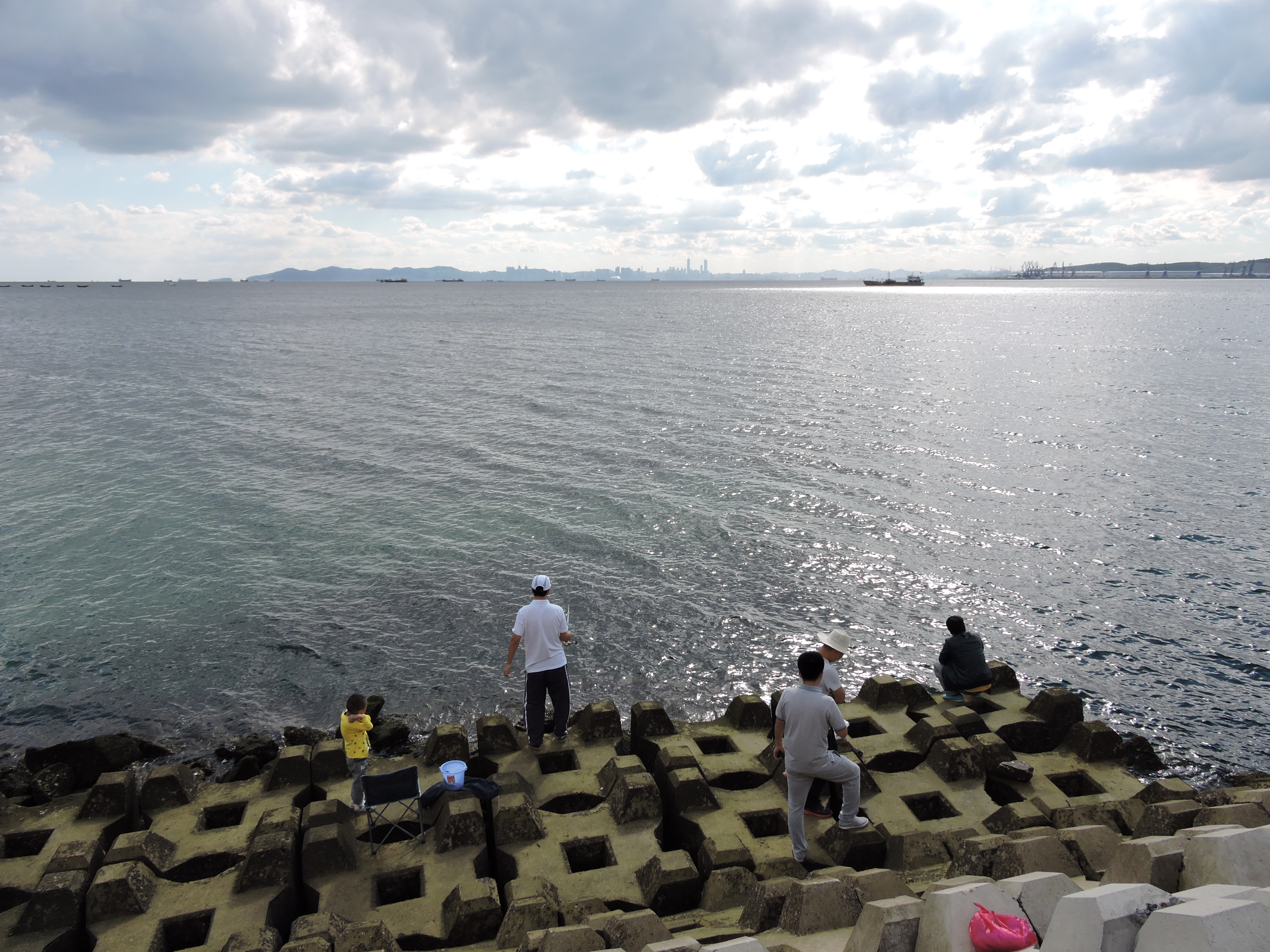
다롄만

다롄 만(중국어 간체자: 大连湾, 정체자: 大連灣, 병음: dàliánwān)은 중국 동북부의 랴오둥반도의 남동쪽에 있는 만이다.

## 개요
다롄시의 중심가를 끼고 있다. 다롄 만은 북쪽, 서쪽, 남쪽 삼면이 산으로 둘러싸여 있고, 만의 입구에는 크고 작은 3개의 섬이 있으며, 천연의 방파제와 깊은 수심을 갖는 천연의 양항이다. 또한 1월부터 3월 초에는 항구의 얕은 부분이 얼어붙지만, 기본적으로는 부동항이다. 랴오둥반도의 반대편(북서쪽)의 진저우 만은 보하이해가 얕아서 겨울이 되는 네 달은 얼음에 막혀 버린다.
1860년, 영국 함대가 아편 전쟁 이후 이곳에 자리 잡기도 했다.